# پارک سونگ-هوا
پارک سونگ-هوا (انگلیسی: Park Sung-hwa؛ زادهٔ ۷ مهٔ ۱۹۵۵) بازیکن سابق و مربی فوتبال اهل کره جنوبی است.
از باشگاه‌هایی که در آن بازی کرده‌است می‌توان به باشگاه فوتبال جیونگنام و باشگاه فوتبال پوهانگ استیلرز اشاره کرد.
وی همچنین در تیم‌های ملی فوتبال زیر ۲۰ سال کره جنوبی و کره جنوبی بازی کرده‌است.
وی در مسابقات کشوری و بین‌المللی در مجموع برندهٔ ۳ مدال طلا شده‌است.

## افتخارات

### بازیکن
دانشگاه کره
- Korean National Championship: ۱۹۷۴, ۱۹۷۶[۱]
- Korean President's Cup runner-up: 1976[۲]

آراوکی آرمی
- Korean Semi-professional League (Spring): ۱۹۸۰[۳]
- Korean President's Cup runner-up: 1980[۴]

Hallelujah FC
- کی لیگ: 1983[۱]

پوسکو اتمز
- کی لیگ: 1986[۱]

کره جنوبی
- بازی‌های آسیایی: ۱۹۷۸[۵]

### سرمربی
Yukong Elephants
- Korean League Cup: ۱۹۹۴[۲]

پوهانگ استیلرز
- اف ای کاپ کره جنوبی: ۱۹۹۶[۲]
- Korean League Cup نایب قهرمان: ۱۹۹۶, 1997+[۲]
- لیگ قهرمانان آسیا: ۹۷–۱۹۹۶, ۹۸–۱۹۹۷[۶]

زیر ۲۰ سال کره جنوبی
- مسابقات فوتبال جوانان آسیا: ۲۰۰۲, ۲۰۰۴[۷]

انفرادی
- کنفدراسیون فوتبال آسیا سرمربی ماه: آوریل ۱۹۹۸, فوریه ۱۹۹۹[۸][۹]